# 杜爾比河
杜爾比河（法語：Dourbie，法語發音：[duʁbi]）是法國的河流，位於該國南部，屬於塔恩河的左支流，河道全長72公里，流域面積568平方公里，平均流量每秒13.1立方米，發源自勒维冈以北，河口處在米约。

## 外部連結
- http://www.geoportail.fr （页面存档备份，存于）
- Sandre数据库中的杜爾比河 （页面存档备份，存于）